# 神农架林区
31°44′38″N 110°40′48″E / 31.744°N 110.68°E
神农架林区是中华人民共和国湖北省的省直辖县级行政区，也是中華人民共和國境內唯一作為縣級行政區的林區。神農架位於湖北省西北方與重庆市的交界，鄰近十堰市:21。神農架林區全區面積3232.77平方公里:46，2017年共有人口78908人:47, 60。神農架林區原為国家级贫困县，於2018年8月7日正式脫離国家级贫困县序列。
神農架以神农氏嘗百草、救民疾夭、教民稼穡而得名:概述:2，現下轄6個镇、2個鄉（包括1個民族乡:61），共8個乡级行政区:46。神農架在遠古時期本為汪洋大海，經燕山與喜馬拉雅山運動方逐漸抬升為多級台地:概述:1，並在近代方始有開發:概述:2, 3與獨立行政區建置:19。
神農架林區在2016年7月17日正式列入世界自然遗产名录，是中華人民共和國第50項世界遺產及湖北省第4項世界遺產，也是中華人民共和國首个同时获得联合国教育、科学及文化组织世界生物圈保護區網絡、世界地质公园网络及世界遗产三大保护制度共同录入的保护区、地质遗迹和遗产地。境内的湖北神农架国家公园則於2016年5月14日正式由自然保護區升格。神農架林區内的經濟偏重第三產業，佔生产总值构成的55.5%:55，而其在2017年接待的旅客人数達1321.5万人次:125。

## 歷史
遠古時期，神農架為汪洋大海，經燕山與喜馬拉雅山運動逐漸抬升為多級台地。神農架一帶千百年來群峰相鎖、亙古洪荒、原始封閉、人跡罕至，因此留下了不少自然之謎，並流傳了“野人”、“怪獸”之說:概述:1。神農架谷深林密，多雄關險隘，一直是兵家屯兵踞守之處，而清朝初年的劉體純、李來亨軍隊、乾隆、嘉慶年間的白蓮教軍隊、同治年間的太平天国軍隊、光緒年間的紅帶會抗清組織都曾在神農架駐扎。第一次国共内战時，中国共产党開闢了巴興歸和鄂西北革命根據地，並建立了紅花、古水兩區及23個鄉的蘇維埃政府。中国抗日战争時，神農架人民為同盟國陣營修馬路、背軍糧、運彈藥。1949年2月，神農架正式由中国共产党控制:概述:2。
中華人民共和國建立初期，神農架在南山地區自皇界以北屬郧阳地区房县轄地。在皇界以南，包括新華、老君山至木魚坪、紅花一帶屬宜昌地区兴山县轄地，其中新華屬於興山縣古夫區。自皇界以西，自巴東垃、猴子石以南的下谷坪鄉屬恩施地區巴东县轄地:19。湖北省林業廳木材公司在1956年組成了勘測隊，對神農架進行了勘測，而中國林業部在兩年後也對神農架進行了空中航測。1959年，湖北省林業廳組織人員進行地面驗證，並制定《神農架林區開發總方案》及《神農架林區初步開發方案》。1960年6月15日，組建了開發神農架巴東、房縣兩個森林工業局，1961年3月4日由於國家經濟困難而下馬，保留阳日湾林业所。:概述:21962年3月29日，省委鄂发（62）069号文同意成立森工局，開發工作重新上馬。1962年11月2日，省委鄂发（62）290号文决定设立湖北省開發神農架林區興山、房縣指揮部，調集6000餘人築路:概述:2, 3。1962年11月16日，宜昌专署决定成立“开发神农架林区兴山指挥部”。1963年3月5日，郧阳行署决定成立“开发神农架林区房县指挥部”。1966年10月，全長198公里的主幹綫路貫通，部分筑路队和基建队成建制转入伐木:概述:3。
1969年2月8日，湖北省革命委員會批准成立“兴房两部统一领导小组”。1969年6月30日，湖北省革命委員會批准成立神农架林区革命委员会。1970年5月28日，中华人民共和国国务院下達《国务院关于湖北神农架林区行政区划问题的批复》（[70]国发47号），同意将神农架林区划定为相当县一级行政区。总人口59062人。1970年8月12日，湖北省革命委員會《关于神农架林区行政区划的通知》（鄂革（70）117号）明确神农架林区暂属省革委会领导，实行政企合一体制。神農架林區當時實行「以林為主，林農牧相結合、綜合利用、全面發展」的方針:22。1971年1月30日，湖北省革命委員會决定神农架林区从當年2月1日起隶属宜昌地区革委会领导。1972年3月29日，中共湖北省委决定神农架林区由宜昌地区领导改为省直接领导，同意成立“中共神农架林区委员会”。1973年2月，神农架林区人民法院正式成立。1976年5月14日，中共湖北省委批准神农架林区党政关系由省直接领导改属郧阳地委、地区革委会领导。1978年9月25日，省革委会以鄂革文（1978）98号文批复，同意建立神农架自然保护区，设立自然保护区管理处，因经费等问题未落实。1978年，总人口70986人，国内生产总值3187万元。
1980年11月10日，湖北省人民政府以鄂政文〔1980〕110号批复，成立神农架林区人民政府，撤销神农架林区革命委員会。1980年底，总人口71266人，国内生产总值2646万元。1981年6月30日止，第三次人口普查，神农架林区共有13564户，71071人。1982年3月5日，中共湖北省委與湖北省人民政府以鄂政发（82）22号文批准以神农顶主峰為中心，劃出一定範圍設立省級自然保護區建立“湖北省神农架林区自然保护区”，设立管理处:概述:3。1982年5月14日，省委以鄂发（1982）31号文决定神农架林区管理体制实行政企分开：设立神农架林区管理局（编制100企+200事），为相当县级企业单位，下设自然保护区管理处。神农架林区仍为相当县级的行政区（533编制357行+176事企）。林区管理局由省林业局领导，党的关系归郧阳地委管理；林区党委由郧阳地委领导，林区政府由郧阳行署领导。1982年11月30日，省林业局党组以鄂林党字（82）第049号文决定：林区党委书记（马仁学）兼任林区管理局党委书记，林区区长（徐少杰）兼任林区管理局党委副书记、局长。此后，林区党政主要领导兼任林区管理局党政主要领导。1983年2月22日，林区党委发文（神发（1983）5号）决定：保留“神农架林区林业局”。1983年8月19日，國務院下達《国务院关于湖北省地市行政体制改革方案的批复》（[83]国函字164号），同意原屬郧阳地区的神农架林区改由省直接领导。1983年10月20日，省委、省政府发出通知，神农架林区收归省直管，要求在1985年2月以前向省有关部门办理移交手续。1984年11月6日，林区党委发文（神发（1984）106号）：根据国务院（1983）国函发164号文件精神，神农架林区由郧阳地区代管改为省直接领导。1985年1月11日，省政府办公厅下发《关于改变神农架林区行政领导管理体制的通知》，决定：神农架林区人民政府从1985年2月1日起，由郧阳地区行署代管改为省人民政府直接领导。
1986年7月9日，国务院批准神农架自然保护区为“国家级森林和野生动物类型自然保护区”，设立管理局（县级）。1986年12月5日，省委以鄂发（1986）94号文通知：神农架林区管理局为副县级单位，由神农架林区党委政府领导；神农架自然保护区管理机构为副县级，由省林业厅领导和管理，依靠林区政府具体做好自然资源保护工作。1988年8月31日，省委召开书记办公会议讨论神农架问题。9月3日发出《关于神农架林区保护、开发和建设的讨论纪要》（第2号）：“理顺林区体制。撤销林区管理局，并入林区政府林业局，机构级别定为副县级，由林区政府统一管理，统一领导。省委、省政府委托神农架林区党委、政府对神农架自然保护区实行代管。”1990年7月1日，第四次人口普查，人口77294人。1990年底人口77548人，国内生产总值4805万元。1990年12月17日，自然保護區获联合国教育、科学及文化组织批准加入世界生物圈保護區網絡:概述:3。1992年8月1日，林区党委以神发[1992]21号文决定建立神农架木鱼坪旅游开发区。1996年2月15日，省编委以鄂机编[1996]005号文，批准神农架林区林业管理局为省中型一类企业，享受县（处）级待遇；神农架国家级自然保护区管理局为县（处）级事业机构。1999年，总人口78661人，国内生产总值30267万元。2005年9月28日，省编委《关于神农架林区林业管理局机构性质和领导职数的批复》（鄂编函[2005]34号），将林业管理局由中型一类企业改为林区党委、政府直属的相当于县（处）级事业机构。2006年4月25日，省编委以鄂编函[2006]16号文批复成立湖北神农架木鱼省级旅游度假区，设立副县级管委会机构。 2007年3月15日，省编委以鄂编发[2007]26号文，批准成立湖北神农架大九湖国家湿地公园管理局，相当于县（处）级事业机构。2008年，全区总人口80350人，地区生产总值79681万元。 
2016年5月14日，自然保護區正式升格為湖北神农架国家公园，成為中华人民共和国国家公园之一。同年7月17日，神农架正式列入世界自然遗产名录，成為中華人民共和國第50項世界遺產及湖北省第4項世界遺產，也成为中華人民共和國首个同时获得联合国教育、科学及文化组织世界生物圈保護區網絡、世界地质公园网络、世界遗产三大保护制度共同录入的保护区、地质遗迹和遗产地。2018年8月7日，湖北省人民政府發佈《省人民政府关于批准红安县等3县（林区）退出贫困县的通知》，宣佈神农架林区已经通过国家专项评估检查，达到贫困县退出条件，並批准其退出国家级贫困县。
现神农架林区人民法院的上诉法院为宜昌市中级人民法院。神农架林区人民武装部隶属于十堰军分区。

## 地理
神農架林區位於湖北省西北部，在十堰市以南。西與重慶市巫山县、巫溪县相鄰，北接竹山县、房縣，東連保康县，南瀕興山縣、巴東縣。地理座標跨北緯31°15'至31°57'，東經109°56'至110°58'，距湖北省省會武漢市分別為694公里（從十堰市方向）、712公里（從興山縣方向）、611公里（從保康縣方向），距十堰市215公里:21。湖北省統計局於2019年出版的《2017年神農架林區統計年鑑》顯示神農架林區的總面積為3232.77平方公里:46。
神農架林區全境平均海拔在1700米以上:概述:1。有“華中第一峰”之稱的神农顶:概述:1是神农架林区，以至湖北省的陆地最高点，海拔3106.2米，而下谷坪石柱河則是神農架林區的陆地最低点，海拔398米:概述:1。神農架林區内在海拔3000米以上的山峰有6座，在海拔2500米以上但不到3000米的有20座。神農架林區境内的大巴山脈（神農架山脈）自西向東橫貫傾斜:概述:1。
神農架林區的地質構造為扬子准地台大巴山——大洪山分區，區内地層出露較全，除上志留統一石炭系外，元古界至第四系多有分佈，尤其以上前寒武系及下古生界地層最為發育。區内出露最老的地層為神農架群，屬中元古界，主要出露在中部及中南部:1。神農架林區内的土壤共有9個土類、27個亞類、42個土屬、111個土種，其中以黃棕壤、棕壤與石灰土較多，分別佔區内土地的28.4%、22.5%及20.3%，其他的土壤則有暗棕壤、紫色土、潮土、草甸土、沼澤土與水稻土:30-33。
神農架林區屬於中緯度北亞熱帶季風區，受其環流控制，當地氣溫偏涼且多雨。當地海拔每上升100米，季節即相差3日到4日，並構成低山、中山、亞高山3個氣候帶，立體小氣候明顯:概述:1。神農架林區山體高大，相對高差大，氣候垂直分帶明顯。海拔每上升100米，南坡的氣溫即遞減0.54°C:24。神農架林區的四季氣候以夏季的區別最大，而冬季的區別則最小。神農架林區的氣溫由東向西逐漸降低，而由於受到山脈的影響，溫度呈馬鞍形。神農架林區的氣溫普遍為1月最低，7月最高:25。
神農架林區山勢高峻，其水系發育呈樹枝狀，是湖北省境内长江和漢水的第一級分水嶺。神農架林區境内的河流分屬香溪河、沿渡河、南河、堵河4個水系，其中前兩者為長江支流，而後兩者為漢水支流，4個水系共分出14道河流:30-33。神農架林區境内亦有泉、瀑共9個:32, 33。神農架林區的河流面积達16.39平方公里，湖库面积達10.83平方公里，水资源总量達35.68亿立方米:154。
神農架林區年輻射103.7千卡/平方米，其中輻射值最高的月份為5月至8月，該等月份輻射值之和佔全年的46.4%。神農架林區年日照時數為約1858.3小時，其中5月至8月的日照時數佔全年總日照時數的43.2%。神農架林區各地的日照時數及總輻射量會隨著海拔的增高而減少:25。神農架林區的平均年降水量在800毫米至2500毫米之間，而其降水量空間分佈懸殊極大，大致趨勢為由南向北減少、由山下向山上增多。神農架林區各地降水量的季節分配受季風氣候影響，具有冬少夏多、春秋介乎其間的特點:27。
| 湖北省神农架林区             | 湖北省神农架林区 | 湖北省神农架林区 | 湖北省神农架林区 | 湖北省神农架林区 | 湖北省神农架林区 | 湖北省神农架林区 | 湖北省神农架林区 | 湖北省神农架林区 | 湖北省神农架林区 | 湖北省神农架林区 | 湖北省神农架林区 | 湖北省神农架林区 | 湖北省神农架林区 |
| 月份                         | 1月              | 2月              | 3月              | 4月              | 5月              | 6月              | 7月              | 8月              | 9月              | 10月             | 11月             | 12月             | 全年             |
| ---------------------------- | ---------------- | ---------------- | ---------------- | ---------------- | ---------------- | ---------------- | ---------------- | ---------------- | ---------------- | ---------------- | ---------------- | ---------------- | ---------------- |
| 历史最高温 °C（°F）          | 19.8 (67.6)      | 25.3 (77.5)      | 30.7 (87.3)      | 33.1 (91.6)      | 35.3 (95.5)      | 35.6 (96.1)      | 37.1 (98.8)      | 35.4 (95.7)      | 36.9 (98.4)      | 30.6 (87.1)      | 25.8 (78.4)      | 19.4 (66.9)      | 37.1 (98.8)      |
| 平均高温 °C（°F）            | 6.5 (43.7)       | 8.4 (47.1)       | 13.1 (55.6)      | 19.7 (67.5)      | 23.5 (74.3)      | 26.5 (79.7)      | 28.5 (83.3)      | 27.6 (81.7)      | 23.4 (74.1)      | 18.5 (65.3)      | 13.9 (57.0)      | 8.6 (47.5)       | 18.2 (64.8)      |
| 日均气温 °C（°F）            | 0.9 (33.6)       | 2.9 (37.2)       | 7.0 (44.6)       | 13.0 (55.4)      | 17.1 (62.8)      | 20.5 (68.9)      | 22.8 (73.0)      | 22.0 (71.6)      | 17.7 (63.9)      | 12.7 (54.9)      | 7.6 (45.7)       | 2.8 (37.0)       | 12.3 (54.1)      |
| 平均低温 °C（°F）            | −2.9 (26.8)      | −0.9 (30.4)      | 2.6 (36.7)       | 7.8 (46.0)       | 12.0 (53.6)      | 15.6 (60.1)      | 18.6 (65.5)      | 17.9 (64.2)      | 13.9 (57.0)      | 8.8 (47.8)       | 3.4 (38.1)       | −1.2 (29.8)      | 8.0 (46.4)       |
| 历史最低温 °C（°F）          | −14.0 (6.8)      | −10.5 (13.1)     | −6.3 (20.7)      | −2.3 (27.9)      | 3.1 (37.6)       | 7.7 (45.9)       | 10.6 (51.1)      | 10.0 (50.0)      | 6.7 (44.1)       | −4.5 (23.9)      | −6.5 (20.3)      | −13.5 (7.7)      | −14.0 (6.8)      |
| 平均降水量 mm（）            | 15 (0.6)         | 21.3 (0.84)      | 41.6 (1.64)      | 74.6 (2.94)      | 109 (4.3)        | 120.1 (4.73)     | 168.6 (6.64)     | 175.5 (6.91)     | 102.8 (4.05)     | 74 (2.9)         | 35.5 (1.40)      | 13.1 (0.52)      | 951.1 (37.47)    |
| 平均相對濕度（％）           | 69               | 70               | 69               | 68               | 73               | 76               | 81               | 82               | 82               | 79               | 72               | 68               | 74               |
| 来源：中国气象局气象数据中心 |                  |                  |                  |                  |                  |                  |                  |                  |                  |                  |                  |                  |                  |

## 資源
2017年，神農架林區一帶林木蓄積達2538.5萬立方米，森林覆蓋率達91.1%:153。神農架林區擁有苔藓植物216種、蕨类植物309種、裸子植物30種、被子植物3345種:155。境内的國家重點保護植物有26種:155，包括有被稱為“中國鴿子樹”的珙桐、光叶珙桐、连香树、水青树、香果、秦岭冷杉等:概述:2，而境内也有新品种保护植物52种:155。境内亦有珍稀植物頭頂一顆珠、江邊一碗水、七叶一枝花、文王一支筆等:概述:2。
神農架林區内有高等动物兩栖類36種、爬行類50種、哺乳類85種、鱼類47種、鸟類374種、昆虫类4322種:155，並有已發現被命名的低等动物至少數百種:概述:2。神農架林區境内的国家重点保护野生动物共有87種:155，其中一級保護動物有金丝猴、华南虎、金錢豹等，二級保護動物有湖北毛冠鹿、林麝、獼猴等:概述:2。此外，境内的白熊、白獐、白麂、白蛇等白化動物被列為受保護珍稀動物:概述:2。神農架林區也因此被稱為嵌在鄂西北的“綠寶石”。
神農架林區礦藏有磷、硅、铁、铜等30多種:概述:3，2017年生產磷矿石145.6万吨:48。

## 政治
現任中國共產黨神農架林區委員會書記為冯伟，于2021年3月25日上任。
神农架林区革命委员会於1969年6月30日成立，而神农架林区的县级行政区地位則於1970年5月28日確定，當時神农架林区实行政企合一体制。1980年11月10日，神农架林区人民政府成立，並取代原有的神农架林区革命委員会。
現任神農架林區人民代表大會常務委員會主任為谢登峰，於2020年1月12日上任，此前他是中國人民政治協商會議神農架林區委員會主席。中國人民政治協商會議神農架林區委員會主席為罗栋梁，於2021年1月15日上任。
| 机构     | · 中国共产党 · 神农架林区委员会 · 书记 | 神农架林区人民代表大会 常务委员会 主任 | 神农架林区人民政府 区长 | · 中国人民政治协商会议 · 神农架林区委员会 · 主席 |
| -------- | -------------------------------------- | -------------------------------------- | ----------------------- | ------------------------------------------------ |
| 姓名     | 冯伟                                   | 谢登峰                                 |                         | 罗栋梁                                           |
| 民族     | 汉族                                   | 汉族                                   |                         | 汉族                                             |
| 籍贯     | 湖北省麻城市                           | 湖北省房县                             |                         | 湖北省利川市                                     |
| 出生日期 | 1972年11月（52歲）                     | 1963年5月（62歲）                      |                         | 1976年2月（49歲）                                |
| 就任日期 | 2021年3月25日                          | 2020年1月12日                          |                         | 2021年1月15日                                    |

## 行政區劃
2017年，神農架林區下轄6個镇、2個鄉（包括1個民族乡:61），共8個乡级行政区:46，其中神農架林區人民政府的駐地松柏镇是神農架林區的政治、經濟、文化中心，有「林海石城」之稱，設沿河路、常青路、環山路、青楊街、中心街和連峰街6條街道:24。神農架林區亦下轄一個國家公園管理局與一個林業管理局:46。2017年，神農架林區共有人口78908人，其中人口最多的鄉鎮為松柏镇，有29860人，而人口最少的鄉鎮為新华镇，有3826人:61。神農架林區當年的人口密度為24.4人/平方公里:60。
| 统计用区划代码 | 名称:61, 147   | 人口:61 | 圖集              |
| -------------- | -------------- | ------- | ----------------- |
| 429021100000   | 松柏镇         | 29860   | - 木鱼镇 - 红坪镇 |
| 429021101000   | 阳日镇         | 11038   | - 木鱼镇 - 红坪镇 |
| 429021102000   | 木鱼镇         | 10462   | - 木鱼镇 - 红坪镇 |
| 429021103000   | 红坪镇         | 6024    | - 木鱼镇 - 红坪镇 |
| 429021104000   | 新华镇         | 3826    | - 木鱼镇 - 红坪镇 |
| 429021105000   | 大九湖镇       | 4452    | - 木鱼镇 - 红坪镇 |
| 429021200000   | 宋洛乡         | 7280    | - 木鱼镇 - 红坪镇 |
| 429021202000   | 下谷坪土家族乡 | 5966    | - 木鱼镇 - 红坪镇 |

## 人口
2022年，神农架林区常住人口6.29万人。城镇化率为49.48%。户籍人口77556人，比上年减少455人。
根据2020年第七次全国人口普查，全区常住人口为66,571人。同第六次全国人口普查的76,140人相比，十年共减少了9,569人，下降12.57%，年平均增长率为-1.33%。其中，男性人口为35,273人，占总人口的52.99%；女性人口为31,298人，占总人口的47.01%。总人口性别比（以女性为100）为112.7。0－14岁的人口为9,905人，占总人口的14.88%；15－59岁的人口为42,146人，占总人口的63.31%；60岁及以上的人口为14,520人，占总人口的21.81%，其中65岁及以上的人口为10,907人，占总人口的16.38%。居住在城镇的人口为32,906人，占总人口的49.43%；居住在乡村的人口为33,665人，占总人口的50.57%。

## 經濟
2017年，神農架林區国内生产总值為25.5108億元，第一、二、三產業的產值分別為2.3192億元、9.0294億元、14.1622億元，三次產業結構比為9.1:35.4:55.5，可見全區經濟偏重第三產業。人均生產總值33196元。全區有職工11759人，職工年平均工資44225元。城鎮居民人均可支配收入25767元，農村居民人均可支配收入9205元。2017年全區固定資產投資40.507億元。全年地方一般公共預算收入4.6294億元，人均6024元；地方一般公共預算支出19.7606億元。地方財政總收入6.9237億元。:47, 49, 50, 54, 55
2017年，神農架林區粮食、油料、蔬菜及肉类等主要农产品产量分別為260.2公斤、5.9公斤、437.1公斤及74.0公斤，而當年的农、林、牧、渔业总产值達4.4345億元。神農架林區在2017年的工业总产值達7.25億元，其中轻工业有1.9571億元，而重工业則有5.2929億元。神農架林區在2017年的发电量達55652万千瓦时，磷矿石產量達145.6万吨，白酒產量達86.34萬公升。:47-49, 54
神農架林區内的第三產業主要為交通运输和邮电通讯业、民营经济、国内外贸易和旅游业:目錄:4。神農架林區在2017年的邮电业务总量達6829万元:117。神農架林區在2017年共有1359户民营企業，其中独资企业有75户，合伙企业有53户，有限责任公司則有1231户:120。神農架林區在2017年的社会消费品零售总额達16.6251億元，而當年的外贸出口总额則有18万美元:124。神農架林區在2017年接待的旅客人数達1321.5万人次，而区内旅游经济总收入則有47.5739億元:125。

## 旅遊
神農架林區内在2017年共有名胜风景区6个（国家公园、省旅游度假区、国家5A级旅游景区、国家地质公园、国家森林公园、国家湿地公园各1个）、主要景区13个、共提供2847张床位的星级宾馆饭店12个、旅行社23个:156。神農架林區在2017年接待的旅客人数達1321.5万人次，而区内旅游经济总收入則有47.5739億元:125。境内的湖北神农架国家公园於2016年5月14日正式由自然保護區升格，而神農架則在同年7月17日正式列入世界自然遗产名录，成為中華人民共和國第50項世界遺產及湖北省第4項世界遺產，也成为中華人民共和國首个同时获得联合国教育、科学及文化组织世界生物圈保護區網絡、世界地质公园网络、世界遗产三大保护制度共同录入的保护区、地质遗迹和遗产地。